# 바람개비

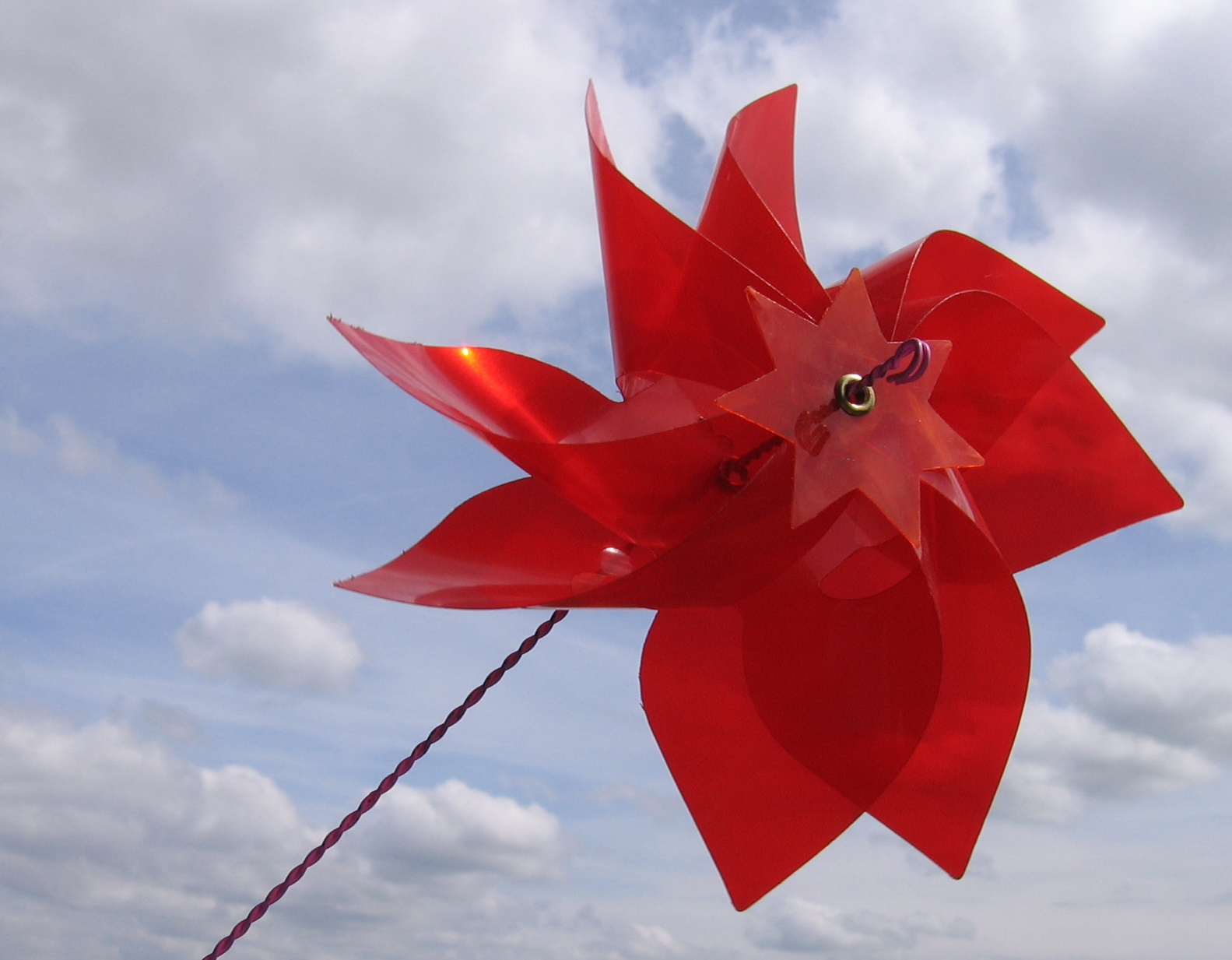
바람개비

바람개비(pinwheel)는 일종의 어린이 장난감이다. 가느다란 막대의 끝에 종이나 플라스틱 재질의 날개가 달려 있어 손잡이 부분을 잡고 힘을 앞으로 가하면 날개가 빙글빙글 돌아가며, 바람개비를 잡은 채 입으로 바람을 불어도 날개가 돌아간다.
중국에서는 风车 (펑처)[*], 일본에서는 風車 (가자구루마)[*]라고 하며 커다란 풍차와 같은 단어이다.